# Hermann (cardinal, 1095)
Pour les articles homonymes, voir Hermann.
Hermann  est un cardinal  du XIe siècle .

## Biographie
Le pape Urbain II   le crée cardinal lors d'un consistoire en 1095.

## Sources
- Fiche du cardinal   sur le site fiu.edu